# Sara García Alonso
Sara García Alonso est une astronaute de réserve de l'Agence spatiale européenne.

## Carrière
Sara García Alonso a étudié et obtenu un diplôme de maîtrise en biotechnologie à l'université de León. En 2018, elle a obtenu son doctorat cum laude en biologie moléculaire du cancer et a reçu un prix extraordinaire de fin d'études. Pendant sa période de doctorat, elle a travaillé comme assistante de recherche universitaire pour le Conseil supérieur de la recherche scientifique (CSIC) menant des recherches sur la médecine du cancer.
Depuis 2019, elle travaille comme chercheuse postdoctorale au Centre national de recherche sur le cancer (CNIO), où elle dirige un projet de découverte de nouveaux médicaments contre le cancer du poumon et du pancréas dans le laboratoire du biochimiste espagnol Mariano Barbacid.
En novembre 2022, l'Agence spatiale européenne (ESA) a sélectionné Sara García comme réserve pour sa promotion d'astronautes 2022. Avec Pablo Álvarez Fernández, les deux Espagnols ont été sélectionnés parmi plus de 22 000 candidats de toute l'Europe. Les deux candidats sont les premiers Espagnols sélectionnés par l'Agence spatiale européenne depuis Pedro Duque, qui a rejoint le corps des astronautes européens en 1992.